# Pfalzgreve

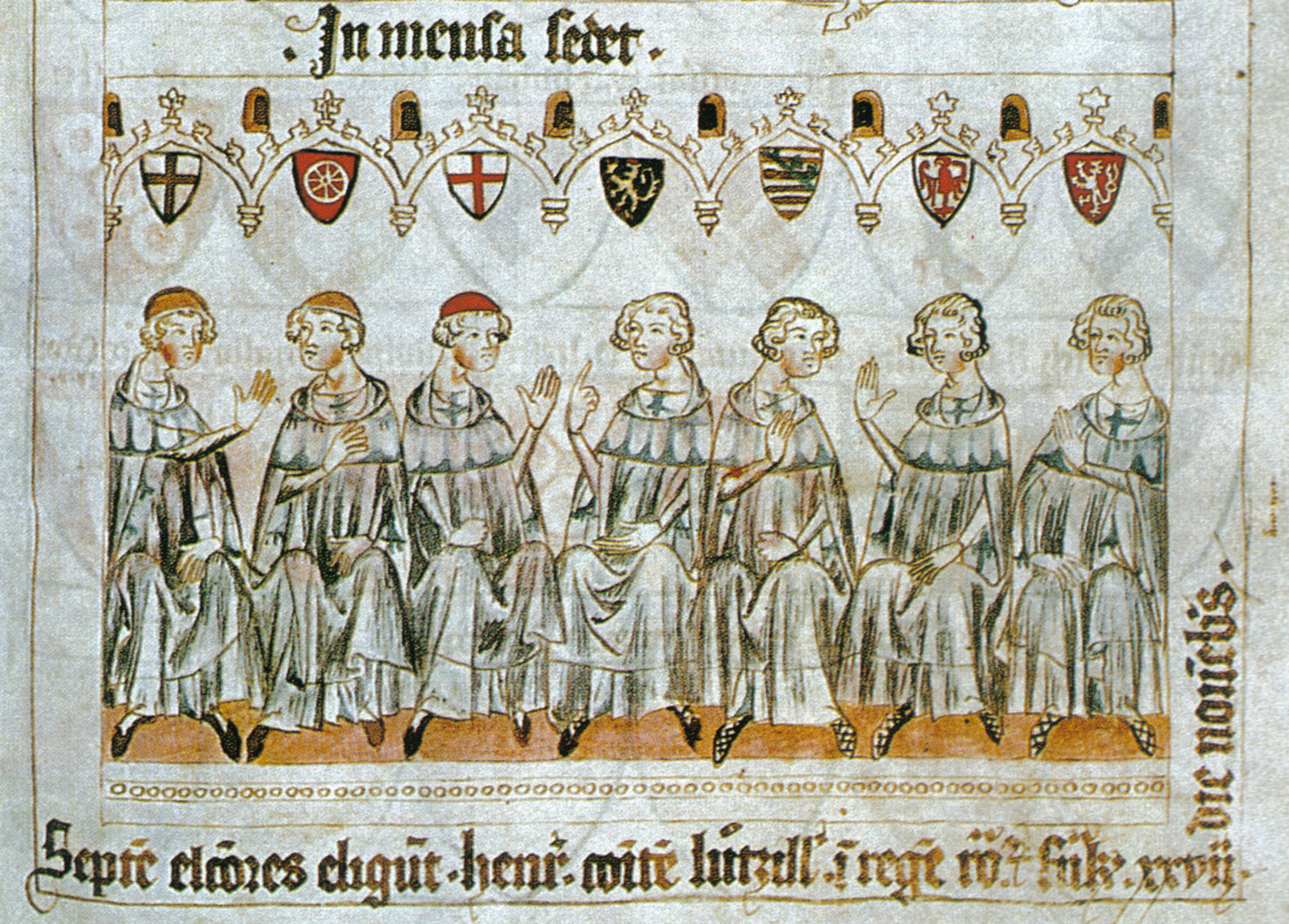
De sju kurfurstarna väljer Henrik VII till kung. Kurfurstarna, vilkas vapen visas ovanför dem, är från vänster ärkebiskoparna av Köln, Mainz och Trier, pfalzgreven av Rhen, hertigen av Sachsen, markgreven av Brandenburg och kungen av Böhmen.

En pfalzgreve var en hög ämbetsman i de frankiska och tyska kungarnas tjänst. Han var konungens ställföreträdare och förvaltare av en pfalz (latin palatium, svenska palats), det vill säga en kungsgård där kungarna alltsedan karolingisk tid brukade uppehålla sig och bland annat utöva sina funktioner som domare. 
De flesta pfalzgrevskapen avvecklades senare, men i Sachsen (med residens i Magdeburg) och Lothringen (med residens i Aachen) kvarlevde titeln. Efter år 1400 omtalas dock inte någon pfalzgreve av Sachsen längre. Istället blev det de lothringiska pfalzgrevarnas grevskap som erhöll namnet Pfalz och grevarna av provinsen titeln Pfalz vid Rhen.

## Pfalzgrevar av ätten Wittelsbach med direkt anknytning till Sverige
- Georg Johan I av Pfalz-Veldenz, gift med Anna Maria Vasa (dotter till Gustav Vasa)
- Johan I av Pfalz-Zweibrücken, far till Johan Kasimir
- Johan Kasimir av Pfalz-Zweibrücken, far till Karl Gustav och Adolf Johan
- Karl Gustav av Pfalz-Zweibrücken, kung Karl X Gustav, den första svenska kungen av det pfalziska huset
- Adolf Johan av Pfalz–Zweibrücken, bror till Karl X Gustav